# Geertgen Wyntges
Geertgen Wyntges (Delft, 1636-1712) fue una pintora del siglo de oro neerlandés que fue ayudante de la pintora de Maria van Oosterwijck.

## Biografía
Según Arnold Houbraken fue la aprendiz de Maria Oosterwijck en Ámsterdam donde la ayudaba en la mezcla de sus pinturas. Mientras Houbraken trabajaba en su libro, el pintor Nicolaas Verkolje le dijo que la había visitado en Delft dos años antes y que le explicó una divertida historia sobre su anterior patrona y el pintor de escenas de flores Willem van Aelst, ella le dijo que sus talleres eran contiguos y podían verse ambos a través de sus ventanas. Aelst había intentado cortejar a Oosterwyck, pero ella prefirió permanecer sola.
Según el Rijksbureau voor Kunsthistorische Documentatie también se conoce como Geertje Pieters y fue alumna de Maria van Oosterwijck. Era nieta del coleccionista de arte Melchior Wyntges que Karel van Mander menciona en su Schilder-boeck. Estaba relacionada con la familia de Maria van Oosterwyck. Constantijn Huygens hizo dos poemas en su honor -uno dedicado a ella y otro para su patrona Oosterwyck).